# Cilo-Aufina
L'equip Cilo-Aufina va ser un equip ciclista suís de ciclisme en ruta que va competir professionalment de 1978 a 1986.

## Principals resultats
- Lieja-Bastogne-Lieja: Josef Fuchs (1981)
- Campionat de Zuric: Beat Breu (1981)
- Volta a Suïssa: Beat Breu (1981), Urs Zimmermann (1984)
- Gran Premi de Lugano: Josef Fuchs (1981), Mauro Gianetti (1986)
- Volta a Àustria: Stefan Maurer (1984)

### A les grans voltes
- Giro d'Itàlia
  - 6 participacions (1979, 1980, 1981, 1984, 1985, 1986)
  - 5 victòries d'etapa:
    - 2 el 1981: Daniel Gisiger, Beat Breu
    - 1 el 1984: Stefan Mutter
    - 1 el 1985: Hubert Seiz

  - 0 classificacions finals:
  - 0 classificacions secundàries:

- Tour de França
  - 4 participacions (1982, 1983, 1984, 1986)
  - 4 victòries d'etapa:
    - 2 el 1982: Beat Breu (2)
    - 2 el 1983: Serge Demierre, Gilbert Glaus

  - 1 classificacions secundàries:
    - Premi de la combativitat: Serge Demierre (1983)

- Volta a Espanya
  - 0 participacions